# Душко Тадић (спортиста)
Душко Тадић (Бања Лука, 27. децембар 1982) српски је атлетичар, параолимпијац и политичар.
Директор је и оснивач Бањалучке тркачке лиге која има такмичарски и хуманитарни карактер. Душко Тадић иза себе има мноштво успјешних акција. Био је главни покретач иницијативе да се у парку „Младен Стојановић“ у Бањалуци изгради трим-стаза, a уочи новогодишњих празника прикупља пакетиће за дјецу са потешкоћама у развоју и из социјално угрожених породица. Новац за пакетиће зарађује продајом пластичне амабалаже, али и уз помоћ пријатеља и грађана. Био је кандидат за градоначелника Бање Луке на локалним изборима 2016. године. Тадић је добио 1.740 гласова односно 1,75%.
Тадић је у јесен 2018. године покренуо иницијаву да сви основци у Републици Српској убудуће добијају бесплатне уџбенике. Током седам дана у јесен 2018. са својим тимом прикупио је 4.600 потписа за ову иницијативу.
Ожењен је и отац једног дјетета. Говори енглески језик.